# Parc Tenbosch

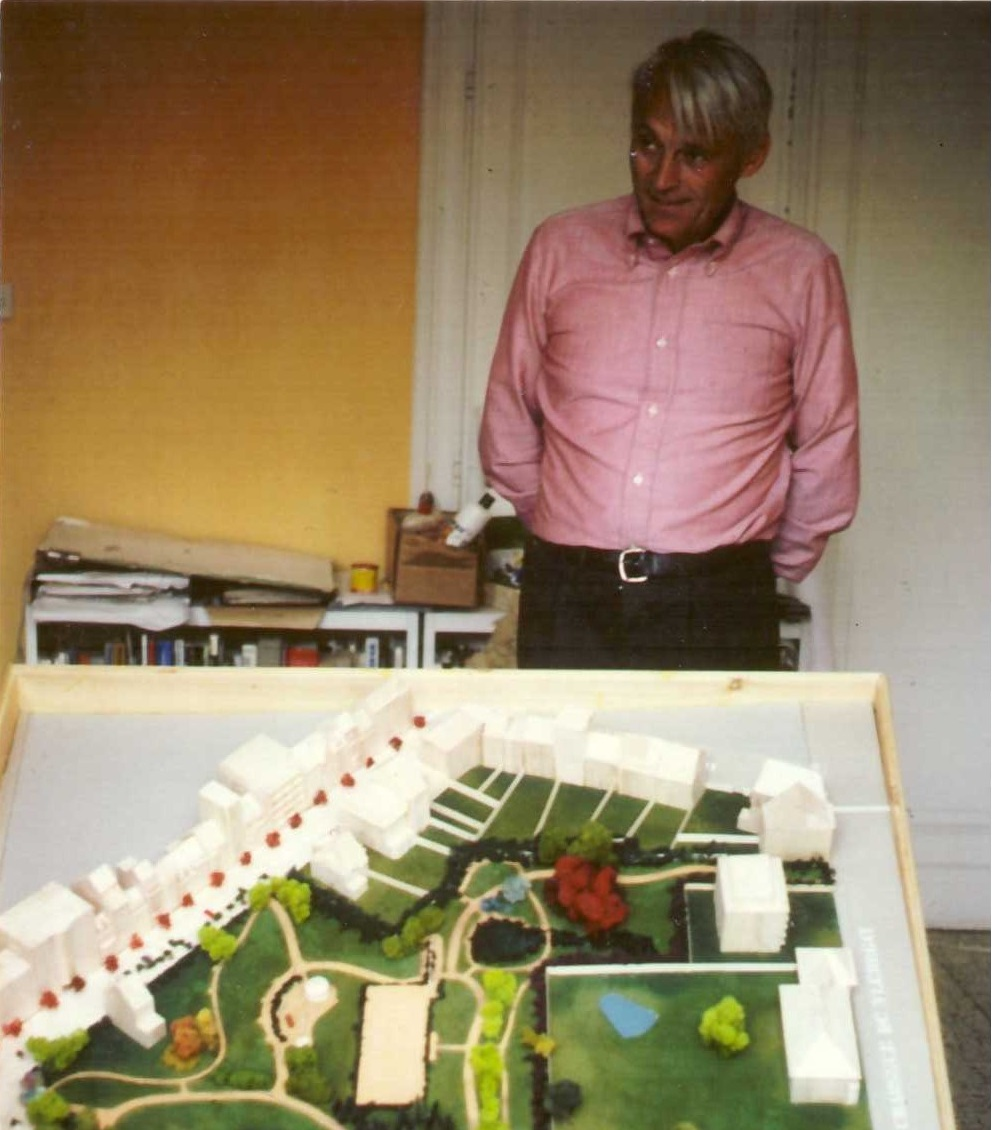
Stefanovitch devant sa maquette du futur parc Tenbosch en 1981.

Le parc Tenbosch (prononcer [tɛnbɔʃ] ; en néerlandais : Tenboschpark) est un parc public d’environ 2 hectares, situé dans la commune d’Ixelles à Bruxelles.

## Historique
La création du parc résulte du rachat, en 1981, de deux hectares du domaine de Jean-Louis Semet, dendrologue, ancien propriétaire de la quasi totalité de l'îlot où se situe le parc actuellement. Celui-ci a progressivement transformé sa propriété en petit arboretum.
Pendant trente ans, les projets de lotissement se succèdent sans aboutir et c'est grâce à l'initiative du Comité de quartier Tenbosch que le terrain échappe à un projet immobilier pour devenir, au mois de mai de l'an 1981, le futur parc Tenbosch sous les auspices de la Région bruxelloise et de la Ministre Cécile Goor-Eyben, secrétaire d'État, qui apporte les fonds nécessaires à l'achat du terrain.
Konstantin Stefanovitch, peintre et architecte, réalise le plan du futur parc Tenbosch. Les travaux d'aménagement du parc sont effectués par René Pechère.
Durant l'été 2018, plusieurs arbres du parc souffrent de la chaleur estivale nécessitant parfois l'ajout de sangles pour faire tenir les branches.
Durant le confinement lié à la pandémie de Covid-19, le parc est soumis à diverses réglementations et consignes qui ne sont pas respectées par les visiteurs,.

## Heures d’ouverture
Le parc est ouvert aux heures suivantes :
- Du 1er octobre au 31 mars, de 8 heures à 17 h 50 ;
- Du 1er au 30 avril, de 8 heures à 18 h 50 ;
- Du 1er mai au 31 août, de 8 heures à 20 h 50 ;
- Du 1er au 30 septembre, de 8 heures à 19 h 50

## Liste de plantes
Le parc comprend un guide des plantes présentes dessus dont une grande variété de végétaux parmi lesquels ;
- Zanthoxylum planispinum
- Dipelta floribunda
- Camellia japonica
- Trachycarpus fortunei
- Choisya ternata 'Sundance'
- Leycesteria formosa
- Hamamelis x intermedia
- Eucalyptus debeuzevillei

## Classement
En 2014, le parc est classé à la 9e place des parcs préférés des Bruxellois. Au mois d'avril 2024, il est annoncé que le parc devrait bientôt être classé.

## Fait divers
Au mois de mai 2018, une jeune femme s'immole dans le parc,,,,.

## Galerie

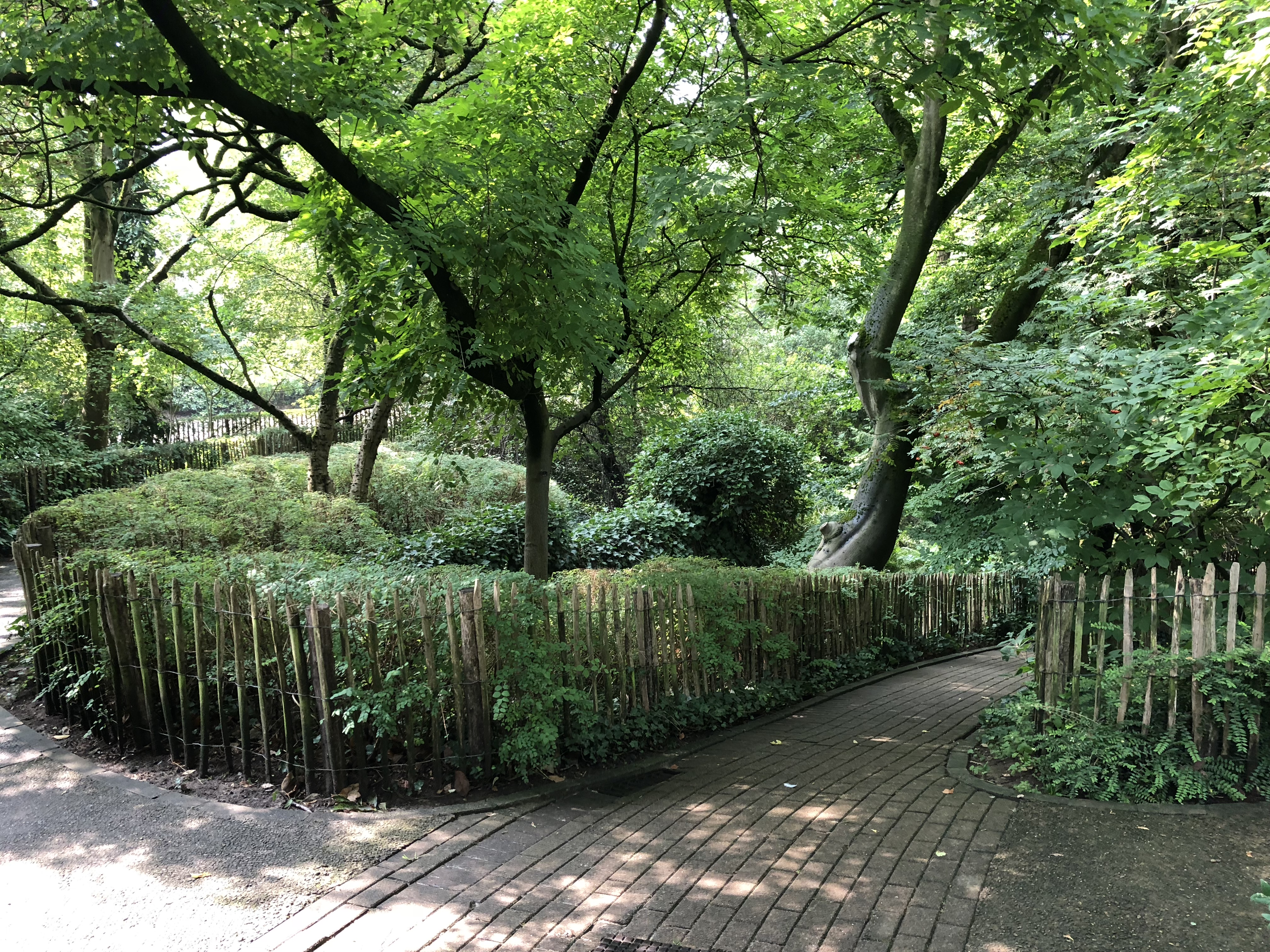
Le parc Tenbosch
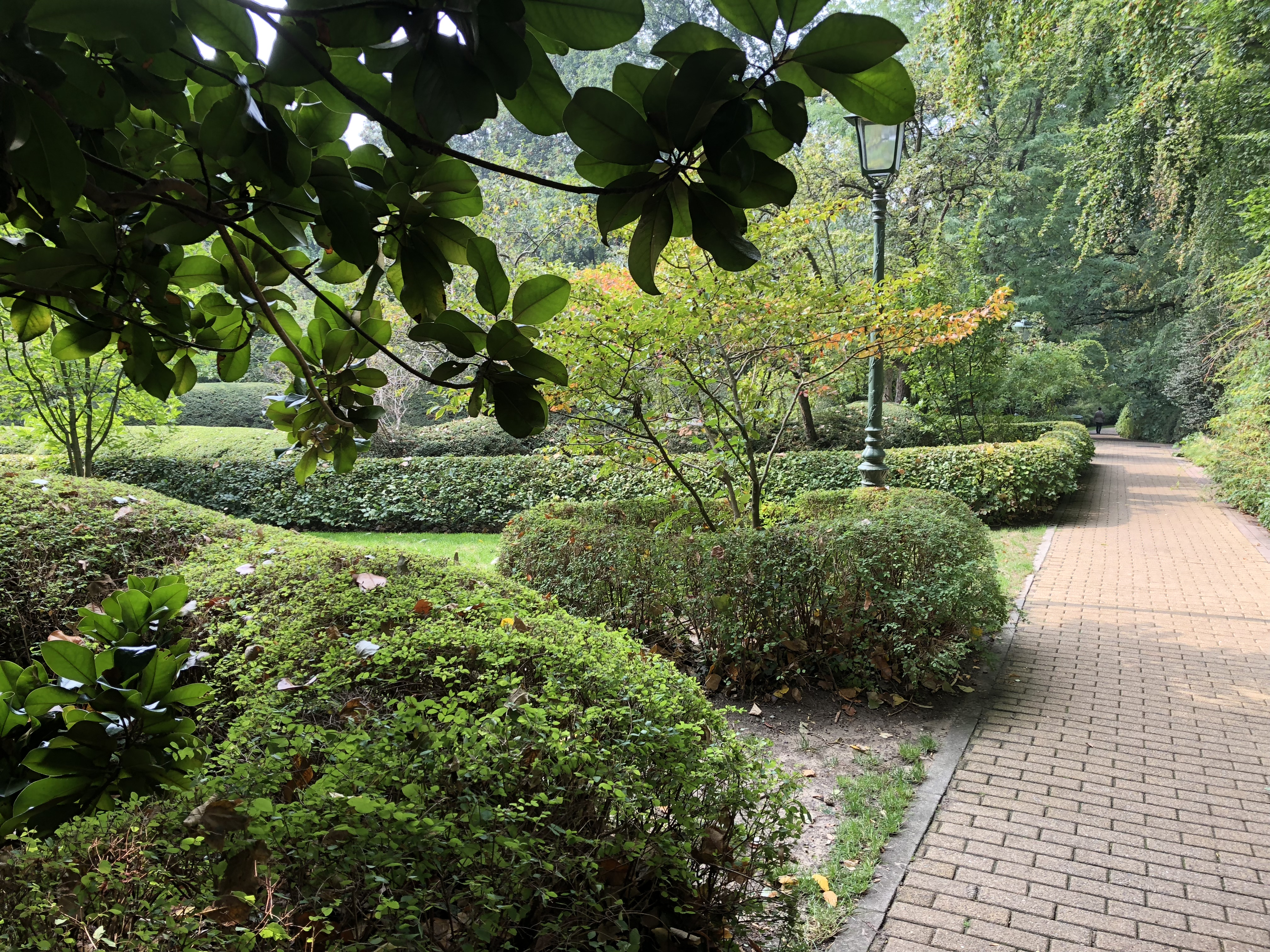
Allée du parc
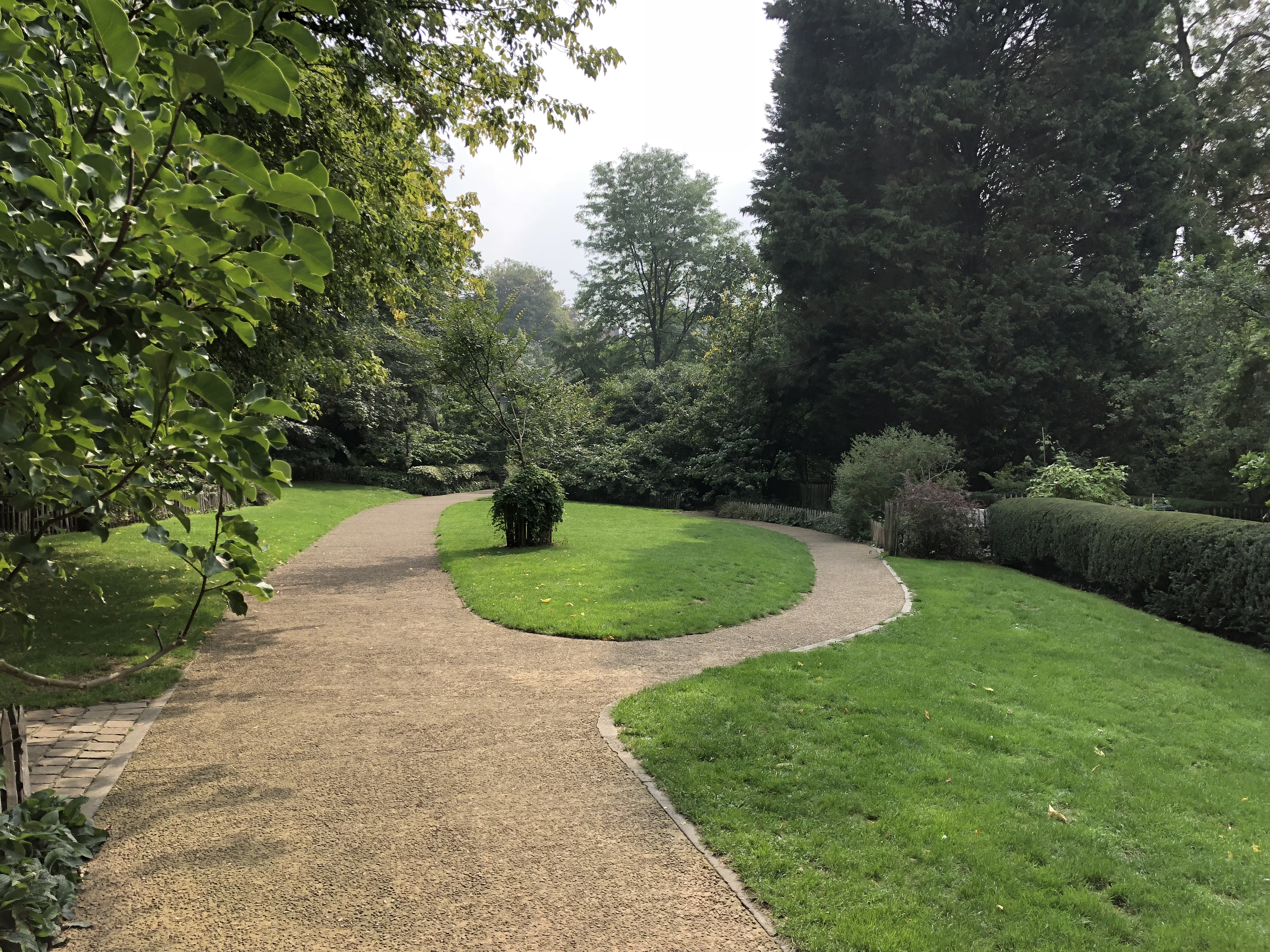
Il existe aussi, sur la droite, un accès à un terrain de sport pour les plus grands
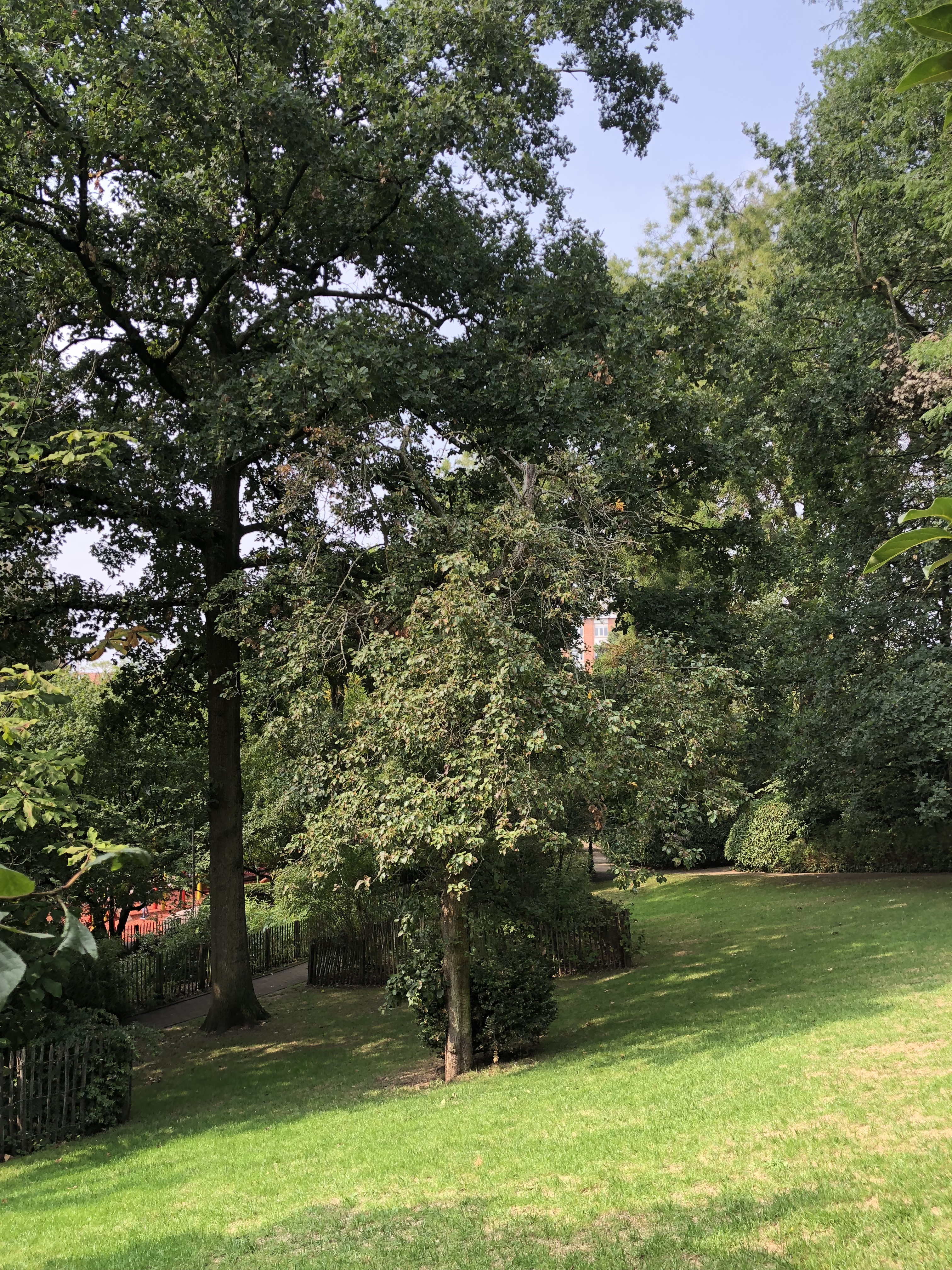
Vue du parc avec, dans le fond, la plaine de jeux pour les enfants

## Documentaire
- 2018 : Tenbosch, l'histoire de mon parc réalisé par Bertrand Catrice[16],[17].